# Калогреа
Калогрѝя (на гръцки: Καλογραία; на турски: Bahçeli) е село в Кипър, окръг Кирения. Според статистическата служба на Северен Кипър през 2011 г. селото има 393 жители.
Де факто е под контрола на непризнатата Севернокипърска турска република.